# Пролетње бујице
Пролетње бујице (енгл. The Torrents of Spring) је новела Ернеста Хемингвеја, објављена 1926. године, као његово прво дуже дело. Поднаслов новеле је Романтични роман у част проласка велике расе. Дело је створено као пародија на дело Шервуда Андерсона Мрачни смех из 1925. године.

## Писање и објавњивање дела
Раширено је веровање да је Хемингвеј написао Пролетње бујице у покушају да раскине уговор са својом издавачком кућом Boni & Liveright, иако Хемингвеј то негираo. Издавачка кућа је са Хемингвејем имала право издавања за његове наредне три књиге, од којих је једна морала да буде роман, с тим да ће уговор бити раскинут, ако једна од три дела буду одбијена. Одбијањем издавања Пролетње бујице, издавачка кућа је раскинула уговор са Хемингвејем.
Пролетње бујице је Хемингвеј намисао за 10 дана, са просечно написаних 2.000 речи дневно.Предао је рукопис издавачкој кући Boni & Liveright почетком децембра 1925. године, али је издавачка кућа одбила рукопис до краја месеца. У јануару 1926. године, Хемингвеј се договорио са Максом Перкинсом из издавачке куће Charles Scribner's Sons да та издавачка кућа објави Пролетње бујице, уз договор да Хемингвеј своје наредно дело изда управо преко њих. Први тираж Пролетње бујице је објављен у мају те године и имало је тираж од 1.250 примерака.

## Критика дела
Новела, која је сама оштро критична према другим писцима, је донела контроверзне реакције. Критичари генерално одбацују дело и сматрају га много мање важним од Сунце се поново рађа, који је објављен касније те године. Хемингвејева тадашња супруга, Хедли Ричардсон, веровала је да је његова карактеризација Шервуда Андерсона била „гадна“, док је на пример Џон Дос Пасос сматрао да је то смешно, али није желео да буде објављено. Ф. Скот Фицџералд је сматрао новелу за ремек дело. Неки амерички читаоци су препознали „велику расу“ у поднаслову као алудицију на дело аутора Медисона Гранта, под називом Пролазак велике расе, еугеничку историју и аргумент за супериорност нордијске крви, која је тада била утицајна у САД и Немачкој након њеног издавања 1916. године.